# Krieger des Feuers
Krieger des Feuers ist der zweite von zwölf geplanten Romanen im High-Fantasy-Zyklus Nebelgeboren des US-amerikanischen Autors Brandon Sanderson, von denen bisher (03/2022) sechs erschienen sind. Geplant ist eine Aufteilung in vier Trilogien, die jeweils in einem anderen Setting spielen. Er spielt in Sandersons fiktivem Kosmeer-Universum. Er wurde erstmals 2007 als The Well of Ascension von Tor veröffentlicht. Auf Deutsch ist der Roman in der Übersetzung durch Michael Siefener 2010 bei Heyne erschienen.

## Handlung
Das Letzte Reich ist in Aufruhr, als verschiedene Regionen nach dem Tod des Obersten Herrschers und dem Verschwinden des Stahlministeriums in Anarchie verfallen. Elant Wager hat die Krone der Hauptstadt Luthadel beansprucht und versucht, die Ordnung wiederherzustellen, aber verschiedene feindliche Kräfte sammeln sich in der Stadt. Drei Armeen belagern Luthadel wegen seines angeblichen Reichtums an Atium und seines politischen Einflusses. Die erste Armee wird von Straff Wager – dem Oberhaupt des Hauses Wager und Elants Vater – angeführt. Die zweite Armee wird von Aschwetter Cett, dem selbsternannten König des westlichen Dominiums, angeführt. Die dritte Armee besteht aus Kolossen, massiven, brutalen blauen Kreaturen, die einst vom Obersten Herrscher kontrolliert wurden, und wird von Elants ehemaligem Freund Jastes angeführt, der den Gehorsam der Kolosse mit falschen Versprechungen erkauft hat.
Vin und Elant entdecken eine Reihe weggeworfener Knochen in ihrer Festung und mit der Hilfe von Vins formwandelndem Kandra, OreSeur, stellen sie fest, dass ein anderer Kandra die Form und Identität eines Mitglieds von Kelsiers Mannschaft angenommen hat, um sie auszuspionieren. Vin wird gegenüber allen um sie herum zunehmend misstrauisch. Nachts beginnt sie mit Zane, Straffs Nebelgeborenem Sohn und Elants Halbbruder, zu trainieren. Im Süden ist Sazed auf verdächtige Todesfälle gestoßen, die anscheinend durch die Nebel verursacht wurden. Marsh – Kelsiers Bruder und ein Stahlinquisitor – führt Sazed zu einer Stahlministeriumsfestung, der ehemaligen Basis der Inquisitoren. Sie entdecken eine Gravur, die von einem Einwohner aus Terris verfasst wurde, der einst behauptete, den Helden aller Zeiten gefunden zu haben, und der beginnt: „Ich schreibe diese Worte in Stahl, denn man kann nichts trauen, das nicht in Metall bewahrt ist.“ Sazed fertigt davon einen Holzkohlendurchschlag an, den er mitnimmt.
Die Terris-Bewahrerin Tindwyl kommt nach Luthadel, um Elant zu einem besseren König auszubilden. Trotz seiner persönlichen positiven Weiterentwicklung stimmt die Versammlung dafür, Elant abzusetzen.
Um das zu erreichen, wenden sie Gesetze an, die Elant selbst angeregt hatte und wählen Lord Penrod zu ihrem neuen König. Zane drängt Vin, ihre Feinde zu töten und mit ihm zu fliehen und die Stadt zu verlassen. Attentäter greifen Elant bei einer Versammlung an, und als Vin sie vor Elants Augen tötet, verschlechtert sich ihre Beziehung. Auf Zanes Drängen hin schlägt Vin los und schlachtet Hunderte von Cetts Soldaten in seiner provisorischen Luthadel-Villa ab. Sie wird durch ihre Handlungen verstört und flieht, ohne Cett zu töten, der beschließt, die Stadt zu verlassen und seine Belagerung aufzugeben. Vin beschließt, Elant Zane vorzuziehen und lehnt eine Beziehung mit Zane ab. Zane versucht sie zu töten und enthüllt, dass der echte OreSeur tot ist, nachdem er durch Zanes Kandra TenSoon ersetzt wurde. TenSoon hat Vin jedoch lieb gewonnen und hilft ihr, Zane zu töten, bevor er in die Heimat der Kandra zurückkehrt. Vin fühlt sich befreit und nimmt Elants Heiratsantrag endlich an. Sazed und der Rest der Mannschaft planen, Elant und Vin zu befreien und aus der Stadt zu bringen, bevor sie fällt. Sazed erstellt eine falsche Karte zur Quelle der Erhebung („The Well of Ascension“ – Namensgeber der Originalausgabe), von der Vin überzeugt ist, dass sie sie retten kann.
Straff zieht seine Streitkräfte zurück und erlaubt damit der Koloss-Armee, Luthadel anzugreifen, und plant, die Stadt zu retten, nachdem die Kolosse das meiste davon zerstören und selbst Verluste erlitten haben. Jastes verliert die Kontrolle über seine Armee; er flieht und wird getötet. Vin kehrt gerade rechtzeitig nach Luthadel zurück, um Sazed und die meisten Zivilisten der Stadt zu retten, obwohl Dockson, Tindwyl und Keuler getötet werden. Sie entdeckt, dass sie den Koloss mit ihrer Allomantie kontrollieren kann; Sie stoppt ihr Schlachten und wendet sie und Luthadels Armee gegen Straffs Armee. Vin tötet Straff und seine Generäle, als Cett beschließt, sich mit Luthadel zu verbünden. Vin zwingt Cett, Penrod und Straffs letzten General Elant die Treue zu schwören.
Vin erkennt, dass sich die Quelle der Erhebung in Luthadel selbst befindet, und findet eine versteckte Tür im Schloss des Obersten Herrschers, die zur unterirdischen Quelle führt, wo ein Mann aus Nebel Elant ersticht. Vin ist versucht, die Kraft der Quelle zu nutzen, um ihn zu heilen, folgt aber letztendlich den Anweisungen von Sazeds Durchschlag und setzt die Kraft zum Wohle der Welt frei, anstatt sie für sich selbst zu ergreifen. In dem Moment, in dem sie sie loslässt, entkommt ein mächtiges Wesen und schreit, dass es jetzt frei ist. Das Wesen ermutigt Vin, Elant mit einer Metallperle zu füttern, die sie im Raum findet, was ihn zu einem Nebelgeborenen macht. Sein Leben wird durch Allomantie in Form des Verbrennens von Weißblech gerettet. Sazed reist zurück zur Stahlministeriumsfestung und inspiziert die Gravur. Er entdeckt, dass die Kopie der Worte im Stahl geändert wurden, vermutlich von der mysteriösen Entität, die daran arbeitet, ihre eigene Freilassung zu sichern.

## Charaktere
- Vin: Eine Halb-Skaa-Nebelgeborene, die den Obersten Herrscher getötet hat und die Erbin des Überlebenden ist. Sie hält sich für die Heldin aller Zeitalter und kämpft, um Luthadel vor ihren Feinden zu beschützen. Sie ist in einer Beziehung mit Elant.
- Elant Wager: Der König des Zentralen Dominiums und Anführer der Luthadel-Versammlung; ein Edelmann mit einem guten Herzen, der sich um die Menschen kümmert. Er ist in Vin verliebt.
- Dockson oder „Dox“: Als Mitglied von Kelsiers Mannschaft ist er für den Betrieb und die Verwaltung der Mannschaft und Luthadels verantwortlich. Er stand Kelsier am nächsten und ist das einzige Mitglied, das kein Allomant ist.
- Hammond oder „Ham“: Ein Mitglied von Kelsiers Mannschaft und ein General in Elants Militär. Er ist ein Schläger, der Weißblech verbrennt. Ham genießt philosophische Auseinandersetzungen, besonders mit Breeze.
- Spuki: Ein Neffe von Clubs und Mitglied in Kelsiers Mannschaft. Er ist ein Zinnauge und das jüngste Mitglied der Mannschaft. Früher bekannt als Lestibournes, gab Kelsier ihm einen neuen Spitznamen, Spuki.
- Marsh: Kelsiers Bruder, der während der Rebellion gegen den Obersten Herrscher in einen Stahlinquisitor verwandelt wurde.
- Sazed: Ein Bewahrer aus Terris. Er ist ein Ferrochemiker, der sich auf das Bewahren von Religionen spezialisiert hat. Nachdem das Letzte Reich gestürzt wurde, ist es Sazeds Pflicht, sein Wissen in der Welt zu verbreiten.
- Tindwyl: Eine Bewahrerin aus Terris, spezialisiert auf die Erinnerung an große politische Führer.
- OreSeur: Ein Kandra, der durch einen Vertrag an Vin gebunden ist, obwohl die beiden sich gegenseitig verachten. Auf ihren Wunsch nimmt er die Form eines Wolfshundes an.
- Straff Wager: Elants Vater und ein Zinnauge. Er ist König des Nördlichen Dominiums.
- Aschwetter Cett: Der selbsternannte König des Westlichen Dominiums.
- Allrianne Cett: Aschwetter Cetts einzige Tochter, die von Vin als eine Art Kräuterkundige angesehen wird.
- Jastes Lekal: Der ehemals beste Freund von Elant und der aktuelle König des Südlichen Dominiums.
- Zane: Ein Nebelgeborener, der sich für verrückt hält. Er ist ein unehelicher Sohn von Straff Wager.
- TenSoon: Die Kandra, die zu Straff Wager gehörte und später von Zane kommandiert wurde, die OreSeur tötete und auf Zanes Befehl den Platz von OreSeur einnahm, Elant und die Mannschaft auszuspionieren.

## Begriffe
- Allomant: Ein Mensch, der Metalle in seinem Magen verbrennen kann und dadurch magische Fähigkeiten erhält. Je nach Art des verbrannten Metalls ergeben sich unterschiedliche Fähigkeiten.
- Atium: Seltenes Metall, dem extreme magische Fähigkeiten zugeschrieben wird.
- Bewahrer: Ferrochemiker aus Terris, die sich in einer Organisation sammelten. Sie haben es sich zur Aufgabe gemacht, Wissen generell und speziell das über alle Religionen zu bewahren. Sie wurden vom Obersten Herrscher gejagt und beinahe ausgelöscht.
- Dunkelgrund: Eine Bestie oder Kraft, die das Land vor den Zeiten des Obersten Herrschers und des Letzten Reiches bedrohte. Der Begriff entstammt den Überlieferungen von Terris, und der Held aller Zeiten war als derjenige prophezeit, der den Dunkelgrund besiegen würde.
- Held aller Zeiten: Mythischer Retter aus dem Volk von Terris. Laut Prophezeiung wird er die Macht bei der Quelle der Erhebung ergreifen und wieder aufgeben, um die Welt vor dem Dunkelgrund zu retten.
- Inquisitoren (Stahlinquisitoren): Eine Gruppe Kreaturen, die dem Obersten Herrscher als Priester dienten. Durch ihre Augen wurden stählerne Nägel getrieben. Sie waren ihm fanatisch ergeben und wurden vornehmlich dazu eingesetzt, um Skaa mit allomantischen Fähigkeiten zu jagen und zu töten. Sie besitzen die Fähigkeiten eines Nebelgeborenen und noch einige andere dazu.
- Kandras: Eine Rasse Geschöpfe, die den Leichnam einer Person in sich aufnehmen und ihn dann mit ihrem eigenen Fleisch nachbilden können. Deshalb werden sie auch als Gestaltwandler bezeichnet. Sie binden sich mit Verträgen an einen Menschen und dienen ihm; sie müssen mit Atium bezahlt werden.
- Nebelgeborener: Allomant, der alle allomantischen Metalle verbrennen kann.
- Quelle der Erhebung: In den Überlieferungen von Terris ein mythologisches Zentrum der Macht. Die Quelle der Erhebung enthält eine Macht, die angezapft werden kann.
- Skaa: Die Unterschicht des Letzten Reiches. Ursprünglich stammen sie aus verschiedenen Völkern und Nationalitäten. Es gelang dem Obersten Herrscher aus ihnen im Laufe der Zeit eine Rasse von Sklavenarbeitern zu schaffen.

## Ausgaben
- The Well of Ascension. Tor, 2007, ISBN 0-7653-1688-9.
  - Krieger des Feuers. Heyne, 2010, ISBN 978-3-453-52337-1.